# Eijkhagen College
Het Eijkhagen College is een Rooms-katholieke middelbare school in de Nederlandse plaats Landgraaf.

## Geschiedenis
Het Eijkhagen College vond zijn oorsprong aan de Leenderkapelweg in Landgraaf. Op 3 oktober 1974 werd begonnen met de bouw van een nieuw schoolgebouw aan de Eijkhagenlaan aan de rand van het Eikenbos. Op 1 augustus 2009 vond er een fusie plaats samen met het College Rolduc uit Kerkrade. De scholen gingen verder onder de naam Charlemagne College. Vanaf het schooljaar 2013/2014 is het Eijkhagen College de enige resterende locatie. De voormalige locaties van het Charlemagne College vallen tegenwoordig onder de scholengemeenschap Beroepscollege Parkstad Limburg (BcPL).

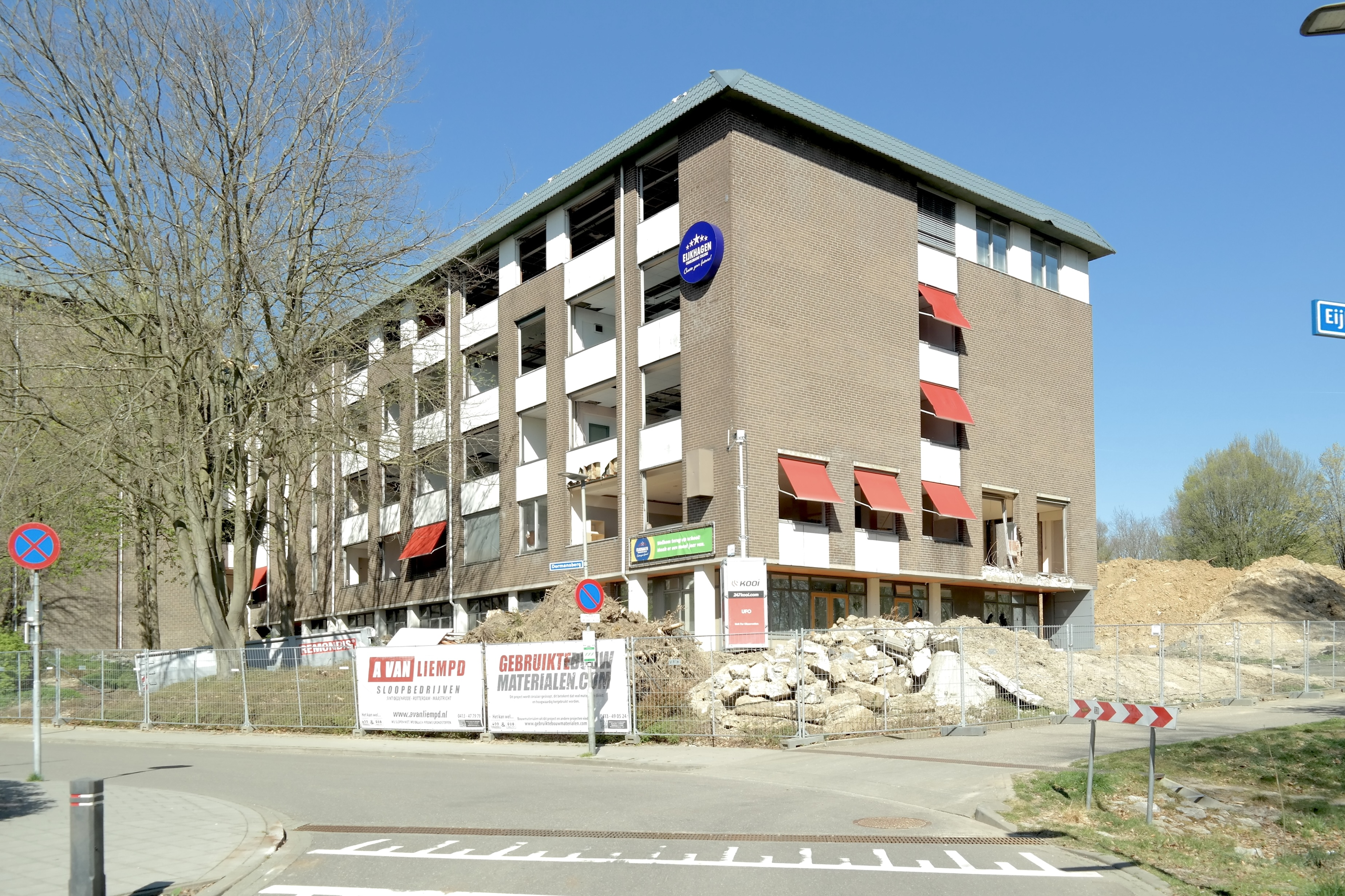
De sloop van het oude gebouw in april 2025

Onderwijskoepel SVO|PL liet in 2019 een onderzoek verrichten naar de toestand van de huisvesting, waarbij nieuwbouw als beste oplossing uit de bus kwam. De gemeenteraad in Landgraaf heeft in december 2020 de nieuwbouwplannen goedgekeurd. In het voorjaar van 2023 begon de nieuwbouw op het naastgelegen sportveld. Het nieuwe gebouw werd op 28 november 2024 opgeleverd, en het oude gebouw werd op 20 december 2024 gesloten. Vanaf 6 januari 2025 is het nieuwe gebouw in gebruik genomen. Aansluitend vindt de sloop van het oude gebouw plaats, waarmee ruimte wordt gemaakt voor de buitensportvelden en een park.